# پانایوت پانو
پانایوت پانو (یونانی: Παναγιώτης Θωμάς Πάνου; ۷ مارس ۱۹۳۹ – ۱۹ ژانویهٔ ۲۰۱۰) بازیکن فوتبال یونانی‌تبار اهل آلبانی بود.
از باشگاه‌هایی که در آن بازی کرده‌است می‌توان به باشگاه فوتبال پارتیزانی تیرانا و باشگاه فوتبال تیرانا اشاره کرد.
وی همچنین در تیم ملی فوتبال آلبانی بازی کرده‌است.